# Julia Clair
Pour les articles homonymes, voir Clair.
Julia Clair, née le 20 mars 1994 à Saint-Dié (Vosges), est une sauteuse à ski française licenciée au ski club de Xonrupt dont la carrière sportive a débuté en 2007 au niveau international. Au cours de sa carrière, elle a pris part aux Jeux olympiques de 2014 (19e place) et de 2022, et à quatre Championnats du monde avec deux fois la 17e place.
En Coupe du monde, elle est la deuxième Française après Coline Mattel à monter sur un podium avec une troisième place lors du concours final 2014 de Planica sur gros tremplin, le 22 mars 2014. Avec un saut de 131,5 mètres lors de la première manche, elle prend alors le record de France féminin de saut à ski détenu par Coline Mattel.  Clair détiendra ce record de France pendant 9 ans, jusqu'à ce qu'elle le perde au profit de Joséphine Pagnier le 19 mars 2023 à Vikersund lors de la toute première épreuve féminine de vol à ski.
Julia Clair annonce en mai 2024 qu'elle arrête sa carrière de sauteuse à ski.

## Parcours sportif

### Coupe continentale
Julia Clair participe pour la première fois à un concours international lors d'une épreuve de Coupe continentale féminine de saut à ski à Bischofsgrün le 12 août 2007. Elle a alors 13 ans, termine à la 52e place et ne marque pas de points. Lors de l'été 2007, elle prend part à trois autres épreuves en Allemagne et en Autriche, puis une en hiver 2008, six en été 2008, ne se qualifiant pas non plus pour le deuxième saut.
Julia Clair marque un premier point le 8 août 2009 à Bischofsgrün, puis un autre le 9 août avec deux places de 30e. Elle participe cet été 2009 à cinq autres concours, s'y qualifie trois fois avec pour meilleur résultat une place de 12e le 14 août à Oberwiesenthal, après avoir réalisé le 7e saut de la deuxième manche.
Lors de l'hiver 2010, Julia Clair prend part à dix épreuves de Coupe continentale, se qualifie quatre fois pour la deuxième manche, avec comme meilleur résultat une place de 19e à Zakopane le 6 mars 2010, après avoir réalisé le 9e saut de la deuxième manche.
Au cours de l'été 2010, Julia Clair prend part à huit épreuves de Coupe continentale, se qualifie cinq fois pour la deuxième manche, avec comme meilleur résultat une place de 9e à Lillehammer le 12 septembre 2010, remontant de la 14e obtenue à la première manche.
La saison hivernale 2011 commence difficilement pour Julia Clair qui ne se qualifie à aucune des quatre premières épreuves de Coupe continentale. Elle marque ensuite des points à Braunlage (deux fois 26e les 15 et 16 janvier), rien à Brotterode le 5 ni le 6 janvier, et marque aussi à Zakopane, 28e le 12 et 21e le 13 février 2011.
Julia Clair participe à huit concours de Coupe continentale lors de l'été 2011, elle marque des points à six reprises. Elle obtient son meilleur résultat à Oberwiesenthal le 19 août 2011, avec une quatrième place dans un concours perturbé par un vent capricieux, devant Ema Klinec et Coline Mattel avec lesquelles elle était ex-æquo après la première manche, au pied d'un podium où se trouve à la deuxième place sa coéquipière Léa Lemare, qui réalise alors également sa meilleure performance.

### Coupe du monde
Le concours inaugural de la première Coupe du monde féminine de saut à ski se tient à Lillehammer le 3 décembre 2011, il est couplé avec une épreuve masculine sur le même tremplin HS100 ; Julia Clair y prend part, mais rate la qualification pour la deuxième manche de 2,1 points, elle prend la 34e place.
La deuxième épreuve se tient à Hinterzarten le 7 janvier 2012 dans des conditions difficiles dues au vent et à la neige tombante. Julia Clair prend la 8e place de la première manche, juste derrière Coline Mattel, et devant Sarah Hendrickson qui avait gagné le premier concours à Lillehammer ; la deuxième manche sera annulée, ce résultat partiel deviendra définitif. Le lendemain 8 janvier dans un concours plus équitable, Julia Clair prend la 20e place, remontant de sa 23eplace de la première manche grâce au 16e saut dans la deuxième manche.
Lors de l'étape italienne de Coupe du monde à Predazzo, Julia Clair obtient une 12e puis une 10e place les 14 et 15 janvier 2012 ; elle talonne sa compatriote Coline Mattel (10e puis 9e).
À Hinzenbach le 4 février, de nouveau dans un concours en une manche à cause du vent, Julia Clair prend la 17e place. Le lendemain 5 février lors de la première manche, 16 sauteuses s'intercalent en 5,3 points de la 8e à la 23e place ;  Julia Clair s'y trouve, à la 17e place, et grâce au 99e saut de la deuxième manche, remonte à la 12e place finale, juste à 0,2 points derrière Melanie Faisst. Elle atteint alors la 14e place du classement provisoire de la Coupe du monde, juste à un point devant Svenja Wuerth.
Le 22 mars 2014, après deux quatrièmes places, Julia Clair se retrouve pour la première fois sur un podium de Coupe du monde avec une troisième place au tremplin de Planica.
En décembre 2017, elle obtient un podium par équipes avec Léa Lemare, Romane Dieu et Lucile Morat.
Julia Clair participe à sa dernière épreuve de coupe du monde le 24 mars 2023 à Lahti où elle prend la 27e place ; elle saute également à Zakopane en juin 2023 lors d’épreuve « FIS », puis se blesse lors d'un entrainement à Chaux-Neuve. Elle est ensuite opérée, mais ne retrouve plus le haut niveau, et annonce en mai 2024 qu'elle arrête sa carrière de sauteuse.

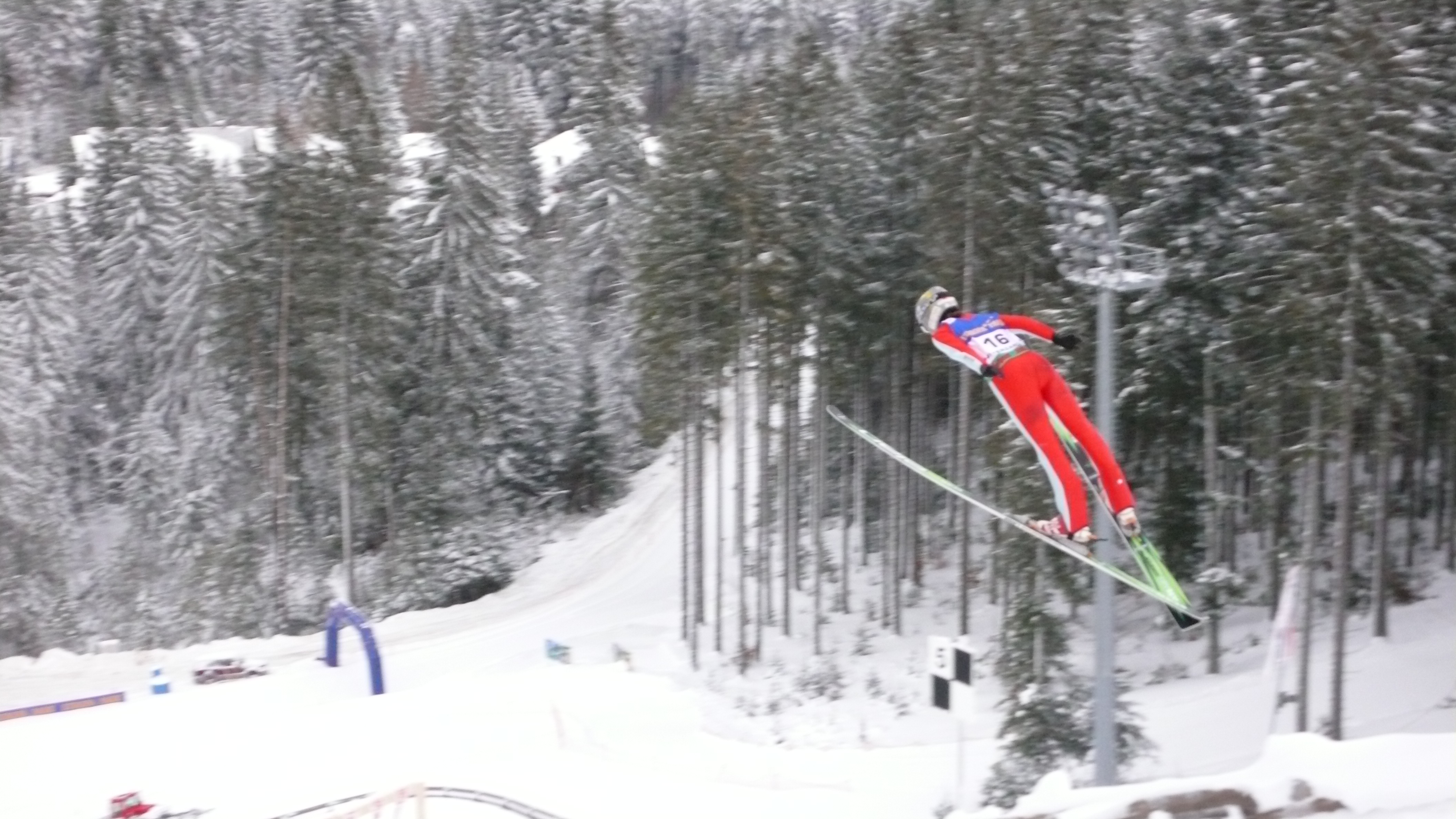
Julia Clair au championnat de monde junior 2010
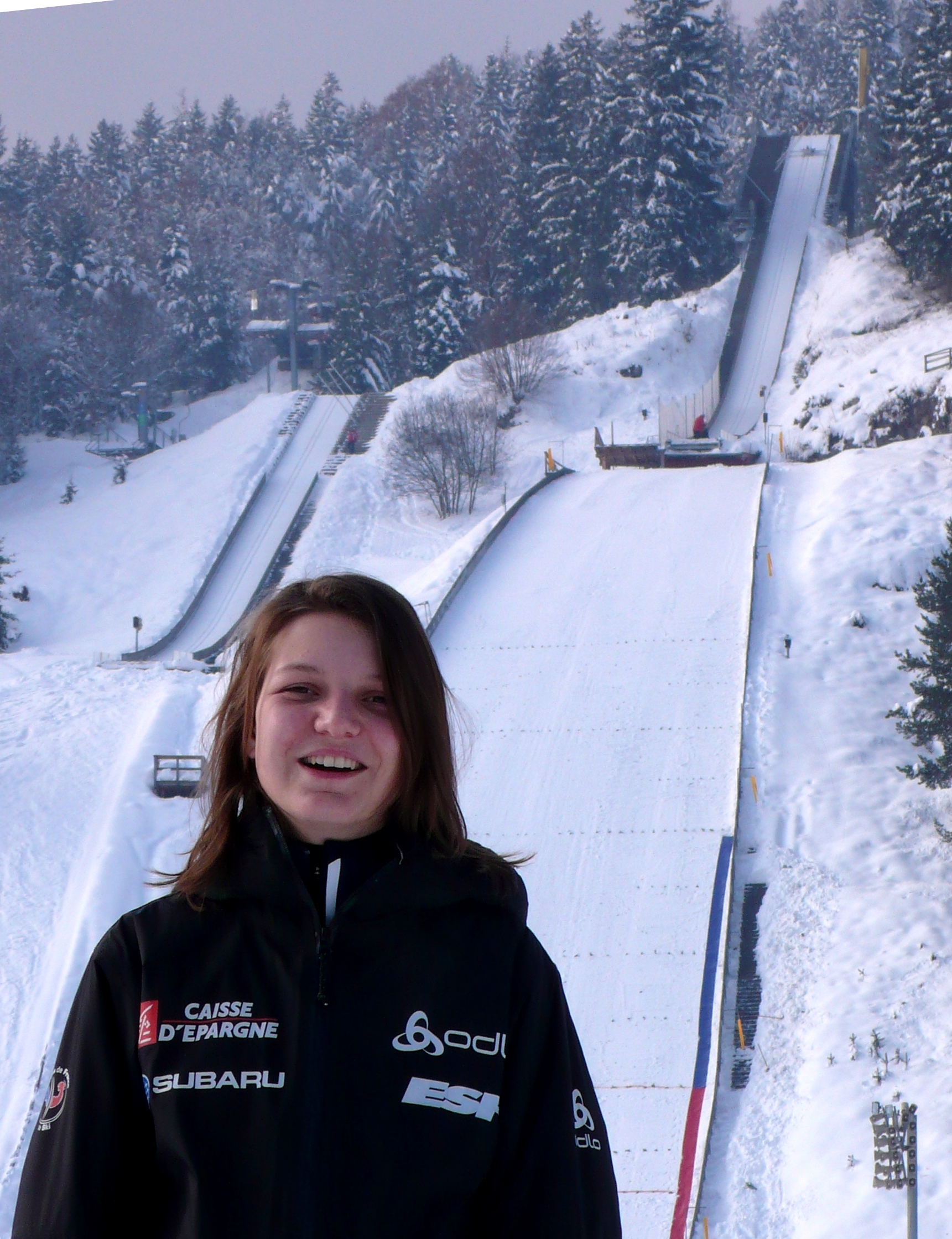
Julia Clair à Villach

## Palmarès

### Jeux olympiques
| Épreuve / Édition | Petit tremplin |
| ----------------- | -------------- |
| JO 2014 Sotchi    | 19e            |

### Championnats du monde
| Épreuve / Édition  | Petit tremplin | Par équipes |
| ------------------ | -------------- | ----------- |
| Val di Fiemme 2013 | 35e            |             |
| Falun 2015         | 21e            | 8e          |

### Coupe du monde
- Première participation dès la première épreuve le 3 décembre 2011 à Lillehammer.
- Meilleur classement général : 11e en 2014.
- 1 podium individuel : 1 troisième place.
- 1 podium par équipes : 1 troisième place.

#### Classements détaillés en Coupe du monde
| Saison  | Général | Général  |
| Saison  | Points  | Position |
| ------- | ------- | -------- |
| 2011-12 | 132     | 19e      |
| 2012-13 | 88      | 29e      |
| 2013-14 | 371     | 11e      |
| 2014-15 | 151     | 23e      |
| 2015-16 | 251     | 18e      |
| 2017-18 | 54      | 33e      |
| 2018-19 | 9       | 45e      |
| 2019-20 | 108     | 25e      |
| 2020-21 | 180     | 18e      |

### Coupe continentale
- Première participation le 12 août 2007 à Bischofsgrün.
- Meilleur résultat  : 4e à Oberwiesenthal, le 19 août 2011[15].

### Championnats de France
- Championnat de France 2010 à Prémanon : 2e du concours féminin le 3 avril 2010[16].